# Satul românesc medieval
Satul (din latină fossatum = loc întărit cu șanț) era principala formă de așezare în epoca medievală. 
Satul avea 15 - 20 case în Moldova și Țara Românească, iar în Transilvania erau 70. Satele erau libere sau dependente. Cele dependente erau pe domeniile domnești, boierești sau aparțineau unor mănăstiri și erau locuite de rumâni. Locuințele erau construite din lemn la deal și la munte și din chirpici la câmpie, exact ca pe timpul geto-dacilor. 
Satele erau așezate în zonele care puteau asigura activitatea economică.(aveau pământ fertil,se aflau în apropierea unui curs de apă,etc.)
Până la începutul secolului XV au fost identificate în Transilvania 3364 localități, în Țara Românească 2100 sate, iar la sfârșitul secolului XV - 2800 localități.
Satul românesc a păstrat peste veacuri nealterate tradițiile și obiceiurile.

## Ocupațiile oamenilor
- Agricultura
- Creșterea animalelor
- Apicultura
- Pescuitul
- Mesteșugurile
- Practica
- Mineritul